# Bernard Duc
Pour les articles homonymes, voir Duc (homonymie).
Bernard Ducourant, dit Duc, est un auteur de bande dessinée et un pédagogue français né le 23 septembre 1932 à Coutras et mort le 26 juin 1995 à Collioure.

## Biographie
Dans la fin des années 1960 et le cours des années 1970, il est l'auteur de nombreuses histoires pour les journaux Spirou et Pif. On lui doit notamment les séries Les Mystères du Cosmos (1969-1972) dans Spirou et Les Baladins (1969-1970) dans Pif. Pour France-Soir, il réalise le comic-strip Le Crime ne paie pas. Il collabore également au Hérisson.
Mais il est surtout connu en tant que pédagogue et son œuvre la plus célèbre reste L’Art de la BD, publiée d'abord dans le magazine Gomme !, puis en deux volumes aux éditions Glénat.
Bernard Duc a enseigné la bande dessinée à l'Académie Charpentier, à Paris.

## Œuvres

### Sous le nom de Duc ou de B. Duc
- Les Baladins, série parue en 1969 et 1970, dans Pif, no 32, 51, 57 et 79.
- Les Mystères du cosmos, série parue de 1969 à 1972, dans Spirou, no 1627, 1667, 1745, 1753, 1760[2].
- L'Art de la BD : du scénario à la réalisation graphique, Glénat, 1982.
- L'Art de la BD, tome 2 : la technique du dessin, Glénat, 1983.
- L’Art de la composition et du cadrage : peinture, photographie, bande dessinée, publicité, Fleurus, 1992[3].
- La Pratique du scénario : cinéma, télévision, B.D., Dujarric, 1992.

### Sous le nom de Bernard Ducourant

#### comme auteur
- L'Art du dessin enseigné par les maîtres : de Dürer à Picasso, Bordas, 1989.
- L'ABC du Yi-King - Connaître votre avenir par vos actions actuelles, Jacques Grancher Editeur, 1990.
- Sentences et proverbes de la sagesse chinoise, Éditions Guy Trédaniel, 1990; réédition: Albin Michel, coll. « Espaces libres », no 54, 1995

#### comme illustrateur
- Le Garçon du barrage, Michel-Aimé Baudouy, Éditions de l'amitié-G.T. Rageot, coll. Bibliothèque de l'amitié, no 50, photographie de couverture: J. Six, photographies: J. Six et Édouard Boubat (Réalités), 1966.
- Viking, quel est ce trésor ?, Jean Merrien, Éditions de l'amitié-G.T. Rageot, coll. Bibliothèque de l'amitié-Histoire, no 16, photographie de couverture: Giraudon, de frontispice: R. Guillemot-Réalités, autres photographies: L. Goldman et Georg Gerster de l'agence Rapho et J. Hureau, 1970